# Rodrigo Rojas de Negri
Rodrigo Andrés Rojas de Negri (Valparaíso, 7 marzo 1967 – Santiago del Cile, 6 luglio 1986) è stato un fotografo cileno morto a causa delle ustioni inflitte da una pattuglia militare dell'esercito cileno comandata dal tenente Pedro Fernández Dittus durante una manifestazione di protesta contro la dittatura militare di Augusto Pinochet.

## Biografia
All'età di nove anni, nell'estate del 1976, Rodrigo Rojas andò in vacanza in Canada, dove viveva la nonna, non sapendo che sarebbe andato effettivamente in esilio: sua madre, Verónica de Negri, venne arrestata poco dopo con altri membri del Partito Comunista. Si incontrarono l'anno successivo, quando fu rilasciata ed emigrò negli Stati Uniti insieme a Pablo, il suo figlio più giovane.
La sua passione per la fotografia nasce all'età di sei anni, quando conosce un fotografo amico di famiglia. Negli Stati Uniti trascorse la maggior parte del suo tempo a casa di un altro cileno esiliato, il fotografo Marcelo Montecino, che divenne il suo maestro. «Sono andato a tutte le attività di solidarietà con il Cile. Aveva circa 14 anni e non ho mai dovuto insegnargli nulla di tecnica fotografica. Abbiamo parlato a lungo e poi è andato nella mia camera oscura a lavorare. Molte volte gli ho chiesto di ingrandire le mie foto», ricorda Montecino, che ha scansionato i negativi per la prima mostra di Rojas, tenuta postuma nel giugno del 2013.
Durante gli anni in cui ha vissuto in Nord America, Rojas visse con alcune comunità latine, venendo a conoscenza della guerriglia Sandinistas in Nicaragua e della situazione cilena, suonando il charango in un gruppo musicale andino. Nel marzo 1986 ritornò in Cile, portando con sé due macchine fotografiche, iniziando a ritrarre la vita in campagna per poi pubblicare un libro con quelle foto negli Stati Uniti. Arrivato a Lima, chiese un passaggio, e da lì attraversò il confine con Arica, dove viveva suo nonno.
Una volta giunto a Santiago del Cile, si dedicò alla fotografia a tempo pieno. La sua audacia sorprese le persone, dal momento che scattò foto di soldati e carabinieri senza misurare le circostanze, schierandosi pubblicamente ad alta voce contro il regime, non comprendendo che c'erano persone che nascondevano il loro indirizzo, per paura di rappresaglie.
Voleva formalizzare la sua militanza nella Gioventù Comunista; ha aderito alle attività mentre era alla facoltà di medicina dell'Università del Cile, partecipando a mobilitazioni e scattando fotografie. Il 1º luglio incontrò gli studenti dell'Università di Santiago alla Stazione Centrale. Lì svolse attività ricreative per i bambini, condividendole con i residenti.

### Morte

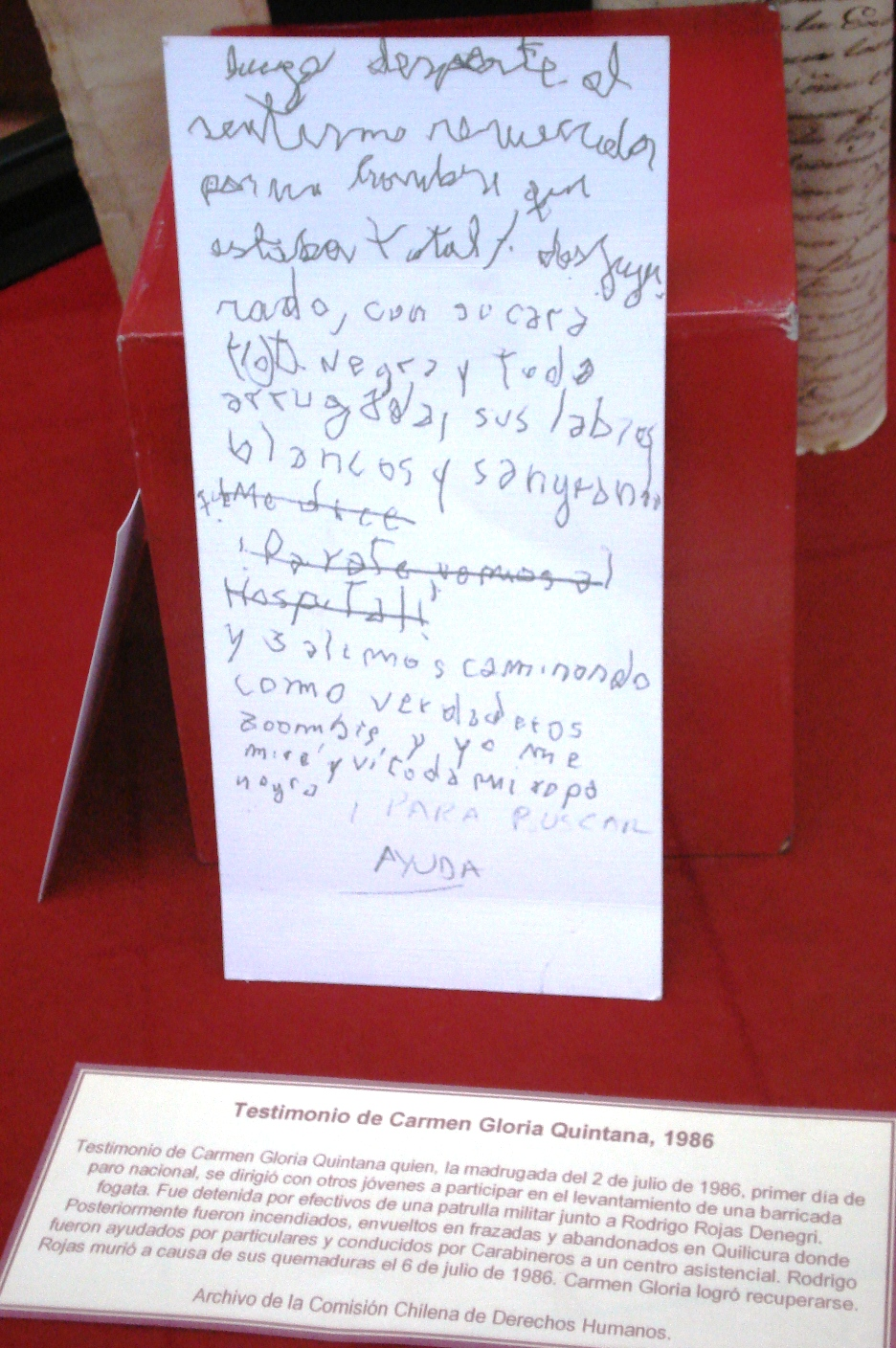
Testimonianza autografa di Carmen Gloria Quintana dell'aggressione ai suoi danni.

Il 2 luglio, alle otto del mattino, stava passeggiando con un gruppo di giovani quando vennero intercettati da una pattuglia militare, che li inseguì e catturò insieme a Carmen Gloria Quintana. Vennero picchiati, quindi cosparsi di carburante e bruciati vivi.
L'allora tenente Pedro Enrique Fernández Dittus, capo della pattuglia militare, ordinò che i corpi fumanti fossero ricoperti con le coperte e caricati in uno dei suoi veicoli. Ore dopo, vennero gettati in un fosso alla periferia di Santiago, nel settore rurale di Quilicura, dove gli agenti di polizia li trovarono e li portarono urgentemente al posto di polizia del paese. Alle 15:55 del 6 luglio, Rodrigo Rojas morì per le ustioni riportate. Il 18 luglio, il comandante della guarnigione dell'Armata di Santiago ha rilasciato una dichiarazione alla quale, in base alle indagini svolte:
«Il 2 luglio, mentre una pattuglia militare monitorava l'ordine pubblico, sorprese un gruppo di persone che cercavano di disturbarlo e trasportavano materiale infiammabile contenuto in contenitori adibiti a tale scopo. Tra queste persone c'erano Carmen Gloria Quintana e Rodrigo Rojas Denegri. Parimenti, secondo le informazioni fornite dal personale che verranno citate nel numero successivo, quando uno dei contenitori con materiale infiammabile si è ribaltato, per l'azione di uno degli stessi detenuti, gli indumenti di tali nominati hanno preso fuoco, che è stato spento con coperte indossate dal personale militare. In conseguenza di quanto sopra, questo Comando di Guarnigione ha ordinato l'arresto dei tre ufficiali, cinque sottufficiali e diciassette coscritti che avrebbero partecipato ai suddetti eventi e questo pomeriggio il Ministro in visita, Sig. Alberto Echavarría Lorca, officiato, informandolo di tali informazioni di base e mettendo a loro disposizione il personale designato, in modo che possa indagare, in conformità con la legge, sulla loro eventuale partecipazione e grado di responsabilità.»

### Reazioni alla morte
Il gruppo Illapu gli ha dedicato la canzone To keep living, che fa parte dell'album omonimo (1986). Il duo Quelentaro ha anche composto una canzone intitolata Rodrigo Rojas. Il gruppo britannico The Dream Academy gli ha dedicato la canzone In Exile (For Rodrigo Rojas), ultimo brano dall'album Remembrance Days (1987). Mentre il gruppo cileno Tengo Explosivos gli dedica la canzone Montreal, 400 Negativos, inclusa nel loro album La Virgen De Los Mataderos, dove ci sono diversi riferimenti al caso.
Nel 2006 il Consiglio della Cultura istituì il premio per la fotografia intitolato a lui, ma nessuno ebbe occasione di vedere le sue foto. Questa situazione sarà corretta nel settembre 2013 quando la prima mostra di Rojas si tenne al Museo d'arte contemporanea di Santiago e al Museo della memoria e dei diritti umani, entrambi nel Quinta Normal, con una selezione di 60 istantanee, da un totale di 400 negativi.
Ogni anno in Cile si tengono cerimonie in memoria di Rodrigo Rojas, principalmente alla stazione centrale di Los Nogales, nel luogo in cui fu bruciato vivo.
Alla sua vicenda si ispira il film del 2021 La Mirada Incendiada, diretto da Tatiana Gaviola.

### Trasferimento delle spoglie

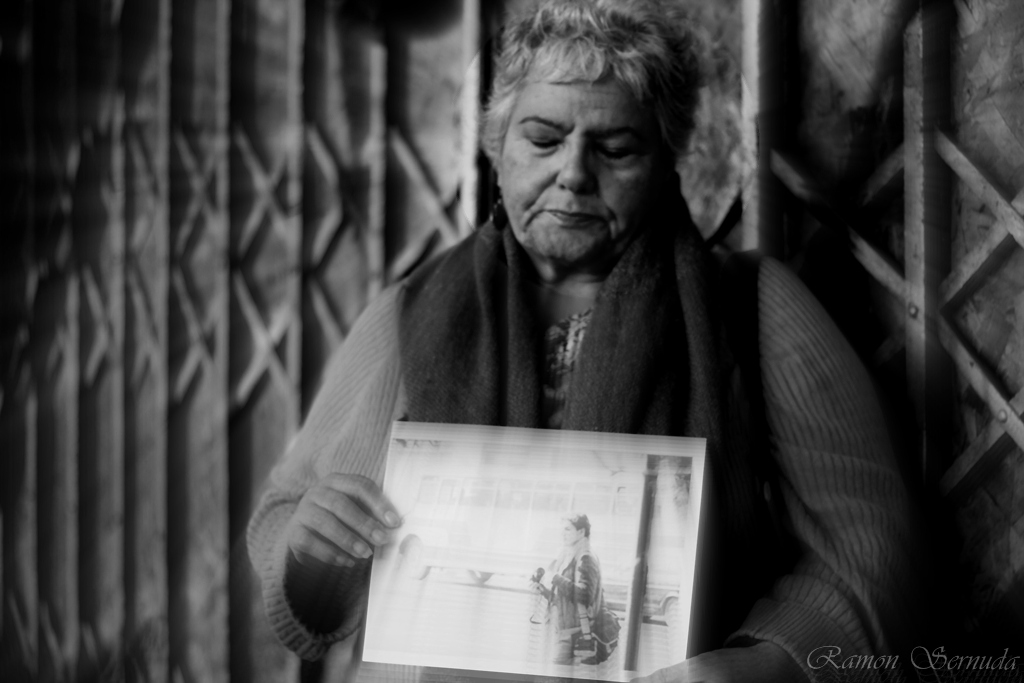
Verónica De Negri, madre di Rodrigo, con una foto di suo figlio (2013).

Il 12 agosto 2003, l'Associazione dei Parenti delle Persone Politiche Giudicate ha trasferito le spoglie di cinque oppositori del regime di Augusto Pinochet, giustiziati tra il 1973 e il 1986, al Memoriale delle Vittime nel Cimitero Generale di Santiago: Federico Álvarez, del Movimento di Sinistra Rivoluzionaria (MIR) arrestato il 14 agosto 1979 e morto a causa delle torture; María Verónica Cienfuegos, fucilata nel 1981; Fernando Vergara, anche lui del MIR, assassinato dal Centro Informazioni Nazionale (CNI) nel 1984; Ofelia Villarroel, comunista giustiziata su un'autostrada il 23 settembre 1973, e Rojas.

### Giudizio
Fernández Dittus è stato preliminarmente condannato a 600 giorni di carcere senza remissione, ma la Corte marziale in seguito cambiò idea, concludendo che il suo atto criminale era dovuto a negligenza professionale. Fernández Dittus scontò una condanna a un anno nel carcere speciale di Punta Peuco, dopodiché è riuscito a dimostrare alla Commissione medica dell'esercito cileno di soffrire di "psicopatia organica" che la giustizia militare ha ritenuto un'attenuante, incorporandolo anche nel gruppo dei pensionati per disabilità del dopoguerra.
Il 10 marzo 2006, dopo 20 anni dai fatti, nell'ultimo giorno del governo di Ricardo Lagos, il Collegio degli Insegnanti tenne una manifestazione per smascherare uno dei proprietari della scuola base n. 172, situata a José Arrieta 6870, nel comune di La Reina. La funa, o graffio, è stata diretta proprio contro Fernández Dittus che si è presentato, nel Primo Studio Notarile di Peñalolén, in qualità di membro della società Marta Rosa Elena Dittus Bayer e Hijos Limitada, beneficiaria dello sfruttamento della concessione di tale attività, prebenda che il linguaggio eufemistico locale chiami sostenitore della scuola.

### Riapertura del caso nel 2015
Nel luglio 2015 il ministro Mario Carroza ha emesso sette mandati di cattura contro funzionari militari coinvolti nel caso. L'apparizione di Fernando Guzmán come testimone chiave, che era uno dei coscritti della pattuglia militare, ha fornito le basi chiave per avanzare nella risoluzione del caso. Detto coscritto ha riconosciuto che, in quel momento, venne spinto a fornire una dichiarazione falsa alla giustizia militare.
Nel settembre 2017, il ministro Carroza ha emesso un atto d'accusa contro 13 soldati in pensione, 11 dei quali come autori, due come complici. L'avvocato querelante Héctor Salazar criticò la mancanza di collaborazione da parte dell'esercito cileno: «Le istituzioni a cui appartengono le persone coinvolte hanno fatto tutto il possibile per ostacolare l'indagine e non cooperarvi».